# Дорошенко Ярослав Юрійович
Ярослав Юрійович Дорошенко (нар. 16 жовтня 1931, с. Тязів, нині Тисменицький район, Івано-Франківська область — 20 березня 2007, Івано-Франківськ) — український поет, член НСПУ (1982—2007) і голова Івано-Франківської обласної організації СРПУ та НСПУ (1990—2003), член Спілки журналістів УРСР, державний службовець. Чоловік поетеси Ганни Дорошенко.

## Біографічна довідка
Народився в сім'ї селян. У 1950 році засуджений до позбавлення громадянських прав, повної конфіскації майна і 25 років виправних робіт як організатор і провідник молодіжної ОУН. Після смерті Сталіна звільнений, але реабілітований аж у 1992 році. У 1955 році повернувся з Воркути на Батьківщину й оселився в обласному центрі. В 1955—1967 працював на виробництві, 1957 року почав публікувати свої вірші в місцевій літературній пресі. 1968 року заочно закінчив Педагогічний інститут.
У 1967—1973 працював журналістом обласних газет, 1969 року вступив до Спілки журналістів УРСР. З 1974 по 1988 був службовцем в обласному управлінні кінофікації. З 1988 року долучився до розвитку обласного осередку Спілки письменників. Спершу як організатор діяльності Бюро пропаганди художньої літератури, а з 1990-го по 2003 очолював організацію (за що дістав прізвисько Гетьман). Член правління обласного об'єднання Всеукраїнського товариства імені Т. Шевченка «Просвіта».
У 2003-му році звільнився з посади в ІФОО НСПУ, але продовжив співпрацю в редакції спільного видання літераторів та обласної влади — журналі «Перевал». Також згадується його робота в журналі «Дзвіночок».
Відомий переважно завдяки майстерно складеним сонетам, проте згадується і як поет-пісняр, зокрема як автор слів неофіційного гімну Івано-Франківська Моє місто (або Мій Івано-Франківськ). За спогадами колег, Ярослав Дорошенко мав чудовий голос і сам залюбки співав. Лауреат місцевих премій ім. Марійки Підгірянки, ім. Тараса Мельничука та Всеукраїнської Аркадійської літературної премії. Також нагороджений Почесною відзнакою Національної спілки письменників України, медаллю товариства «Просвіта» Будівничий України.
Помер 20 березня 2007.
У тому ж 2007 році була започаткована щорічна премія імені Ярослава Дорошенка, яку вручають найкращим авторам сонетів України. В рамках міської програми «Івано-Франківськ — місто героїв» 18 жовтня 2014 року очільники міста урочисто встановили анотаційну дошку біля будинку на вулиці Сніжній, де він мешкав. Пам'ять про поета підтримує його дружина поетеса Ганна Дорошенко та широке коло колег і шанувальників творчості.

## Літературна творчість
Попри те, що перші публікації Ярослава Дорошенка з'явилися в 1957 році, іще 15 років минуло до виходу його першої збірки. Автор збірок «Зоряниця» (1972), «Живучість» (1979), «Жага» (1984; усі — Ужгород).
Всі пізніші книги Дорошенка виходили в Коломиї. У 1994 опублікував вінок сонетів «Весла часу» (1994). Збірка вибраних сонетів «Сонце у сльозині» вийшла у 1996 році, збірка вибраних творів «Дерев собори золоті» — у 2001-му. Також складав вірші для дітей, збірка «Веселятка» опублікована в 2005-му році.
За оцінкою Т. Ю. Салиги, «ліричний герой поезій Дорошенка одухотворений природою, романтично розкриває її красу. Сонетна палітра приваблює багатогранністю та щирістю емоцій, почувань, вражень.»